# Chaim Topol

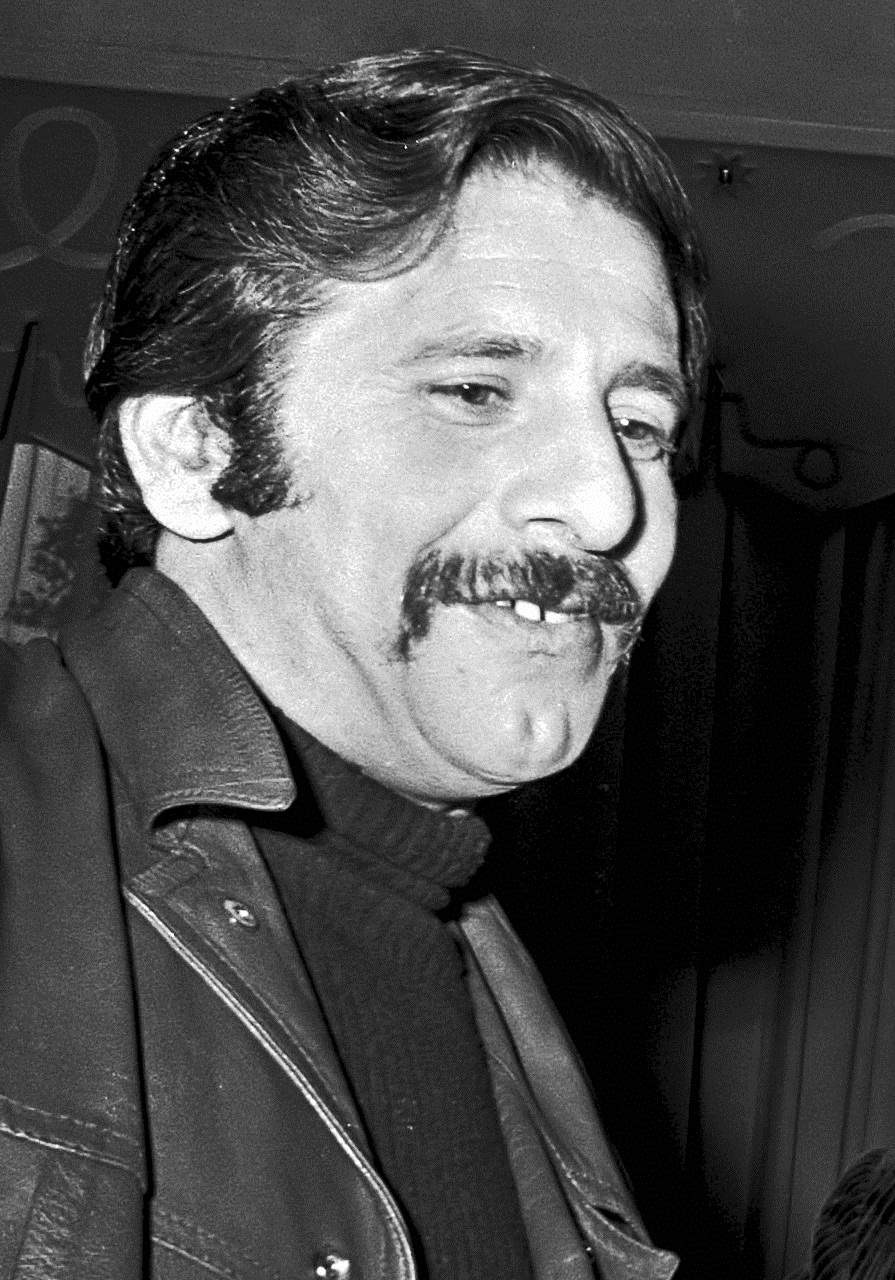
Chaim Topol (1971)

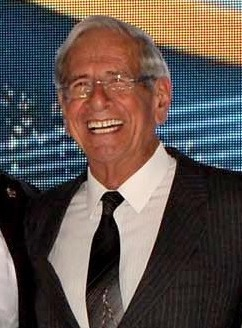
Chaim Topol (2013)

Chaim Topol, Chajjim Topol (hebr.: חיים טופול; ur. 9 września 1935 w Tel Awiwie, zm. 8 marca 2023 tamże) – izraelski aktor teatralny i filmowy.

## Życiorys
Urodził się w Tel Awiwie, w ówczesnym Brytyjskim Mandacie Palestyny. Początkowo grał jako amator w spektaklach organizowanych przez izraelską armię. W 1961 założył własną grupę teatralną, pomagał w założeniu teatru w Hajfie. Jest znany głównie z roli Tewjego Mleczarza w musicalu Skrzypek na dachu (1971), za którą otrzymał Złoty Glob dla najlepszego aktora w filmie komediowym lub musicalu, nagrodę David di Donatello, Sant Jordi Awards oraz był nominowany do Oscara dla najlepszego aktora pierwszoplanowego. Wystąpił w dwunastym filmie o przygodach Jamesa Bonda Tylko dla twoich oczu (1981) w reżyserii Johna Glena jako Milos Columbo.
W 2014 otrzymał doktorat honoris causa Uniwersytetu Bar-Ilana i Uniwersytetu w Hajfie.
Był uzdolniony plastycznie. Wykonał ponad 700 portretów, zilustrował 25 książek. Był autorem autobiografii Topol by Topol (1981) i To Life! (1994).

### Życie prywatne
Od 1956 roku jego żoną była Galia Finkelstein. Para miała troje dzieci: jednego syna i dwie córki.
W ostatnich latach życia cierpiał na chorobę Alzheimera.

## Filmografia
- Bagaż życia (1998) – pan Apfelschnitt
- Time Elevator (1998) – Shalem
- Wojna i pamięć (1988-89) – Berel Jastrow
- Queenie (1987) (TV) – Dimitri Goldner
- Roman Behemshechim (1985) – Effi Avidar
- Wichry wojny (1983) – Berel Jastrow
- Tylko dla twoich oczu (1981) – Milos Columbo
- Flash Gordon (1980) – doktor Hans Zarkov
- The House on Garibaldi Street (1979) (TV) – Michael
- Galileo (1975) – Galileusz
- Śledź mnie! (1972) – Julian Cristoforou
- Skrzypek na dachu (1971) – Tewje
- The Going Up of David Lev (1971) (TV) – Chaim
- Ha-Tarnegol (1971)
- Before Winter Comes (1969) – Janovic
- A Talent for Loving (1969)
- Ervinka (1967) – Ervinka
- Cast a Giant Shadow (1966) – Abou Ibn Kader
- Sallah Shabati (1964) – Sallah Shabati
- El Dorado (1963) – Benny Sherman
- I Like Mike (1961)

## Nagrody
- 1972: Złoty Glob w kategorii najlepszy aktor w komedii lub musicalu: Skrzypek na dachu (Fiddler on the Roof)
- 1972: Nagroda dla najlepszego aktora na Międzynarodowym Festiwalu Filmowym w San Sebastián: Śledź mnie! (Follow me!)[9]
- 2015: Nagroda Izraela za całokształt twórczości[10]